# Zaniwka
Zaniwka (ukr. Занивське) – wieś na Ukrainie w rejonie kowelskim, w obwodzie wołyńskim. W II Rzeczypospolitej miejscowość wchodziła w skład gminy wiejskiej Lelików w powiecie kobryńskim województwa poleskiego. Do II wojny światowej w pobliżu wsi znajdował się chutor Płoska.
Do 2020 w rejonie ratnieńskim.